# Дом в конце улицы (телесериал)
Дом в конце улицы (исп. La casa al final de la calle) — мексиканская 170-серийная мелодрама с элементами детектива, драмы и фэнтези 1989 года производства Televisa.

## Сюжет
Проживающая в Лондоне молодая женщина Леонор Альтамирано узнаёт о смерти своей бабушки, доньи Евы Эстрады. Эта новость становится страшным ударом для Леонор, ведь она обожала свою бабушку, но в душе не смогла её простить ей то, что та отправила её с сестрой в Европу. Донья Ева всегда славилась своей красотой, даже будучи уже пожилой. Одержимая своей пленительной красотой, она не хотела, чтобы родственники своим поведением портили её славу и потому отправила родню на все четыре стороны, а двоих внучек — Леонор и Тересу — в Лондон и Париж соответственно. Леонор отправляется в Париж, чтобы найти Тересу. Встретившись, они решают вместе вернуться на родину — в Мехико, чтобы отдать дань памяти своей бабушки. Почтив дань памяти, сёстры поселяются в её особняке.

## Создатели телесериала

### В ролях
- Анхелика Арагон - Леонор Альтамирано Нахера
- Летисия Кальдерон - Тереса Альтамирано Нахера
- Эктор Бонилья - Сесар Перальта
- Эдуардо Паломо - Клаудио Хуарес
- Марта Вердуско - Ева Эстрада
- Луис Баярдо - Роберто Гайтан
- Саби Камалич - Эсперанса де Гайтан
- Хосе Алонсо - Бронски
- Маргарита Гралия - Ребека Ульоа
- Гильермо Гарсия Канту - Браулио
- Лилия Арагон - Ирис Каррильо
- Октавио Галиндо - Густаво
- Дуния Сальдивар - Гуадалупе
- Джина Моретт - Глория
- Алехандра Пениче - Лаура
- Нариско Бускетс - Дон Ренато
- Эрнесто Вильчис - Виргилио
- Алехандра Видаль - Эльса
- Пако Рабель - Иглессиас
- Марикармен Вела - Лихия Андраде
- Тереса Рабаго - Луиса
- Сесилия Ромо - Вероника
- Хайме Ортис Пино - доктор Бальбуела
- Нандо Эстеване - Марсело
- Беатрис Мартинес - доктор Понсе
- Мигель Масия - Маркес
- Луис де Икаса - Алекс
- Блас Гарсия - Рубен
- Тере Мондрагон - Енграсия
- Хосе Луис Падилья - Патрисио
- Хосефина Эчанове - Мария
- Тина Ромеро - Марина Дуран
- Клаудио Обрегон - Серхио Эскобар
- Луис Кутюрье - Виктор Гальвес
- Алонсо Эчанове - Рафаэль Лосада
- Элисабет Катс - Ева Эстрада (в молодости)
- Анхелина Пелаэс
- Гильермо Хиль - Оскар
- Леонор Льяусас

### Административная группа
- оригинальный текст: Антонио Монсель
- режиссёр-постановщик: Хорхе Фонс
- продюсер: Хуан Осорио Ортис

## Награды и премии

### TVyNovelas
| Номинация                   | Персона               | Итоги премии |
| --------------------------- | --------------------- | ------------ |
| лучшая актриса              | Анхелика Арагон       | проигрыш     |
| лучший актёр                | Эктор Бонилья         | ПОБЕДА       |
| лучший злодей               | José Alonso           | проигрыш     |
| лучший молодой актёр        | Гильермо Гарсия Канту | проигрыш     |
| лучшее мужское откровение   | Эдуардо Паломо        | ПОБЕДА       |
| лучший режиссёр-постановщик | Jorge Fons            | ПОБЕДА       |
| лучший продюсер             | Juan Osorio Ortiz     | ПОБЕДА       |